# Scotopteryx herberti
Scotopteryx herberti är en fjärilsart som beskrevs av Louis Beethoven Prout. Scotopteryx herberti ingår i släktet backmätare, och familjen mätare. Inga underarter finns listade.